# Metalab
El Metalab és un hackerspace vienès fundat l'any 2006 que posa a disposició un espai per a les persones interessades en la ciència, la tecnologia i l'art digital. El local es troba a l'adreça Rathausstraße 6, a prop del Rathaus (hotel de ciutat).
És gestionat per la Verein zur Förderung der Erforschung und Bildung sozialer und technischer Innovationen — metalab (Associació per a l'avançament de la investigació i de l'educació sobre la innovació tècnica i social – metalab) i posa a disposició dels grups i organitzacions un espai de 220 m². L'associació implicada és finançada per donatius dels seus 200 membres, per espònsors, per la venda de begudes, i en el passat per subvencions de l'Ajuntament de Viena i del ministeri federal de la Salut.
Els membres i convidats tenen a la seva disposició un taller de maquinari, un laboratori d'electrònica i una sala per al treball col·laboratiu.
És conegut per ser un dels primers hackerspaces creats fora d'Alemanya seguint la inspiració del Chaos Computer Club i del C-base a Berlín, començant l'expansió d'espais similars arreu del món.